# قضایای تکینگی پنروز-هاوکینگ
قضایای تکینگی پنروز-هاوکینگ مجموعه‌ای از نتایج در نسبیت عام هستند که سعی در پاسخ دادن به این پرسش را دارند که چه زمانی گرانش تکینگی ایجاد می‌کند. 
یک تکینگی در پاسخهای معادلات میدان اینشتین یکی از دو مورد زیر است:
1. شرایطی که در آن ماده به یک نقطه فشرده می‌شود. (تکینگی فضاواره)
2. شرایطی که در آن پرتوهای مشخصی از نور از ناحیه‌ای با خمش بی‌نهایت بیایند (تکینگی زمانواره)

تکینگی‌های فضاواره یکی از ویژگی‌های سیاهچاله‌های غیرچرخان بدون بار هستند، درحالیکه تکینگی‌های زمانواره در پاسخهای کامل مربوط به سیاهچاله‌های باردار یا چرخان به وجود می آیند. هر دوی این تکینگی‌ها از ویژگی زیر برخوردارند:
ناکاملی ژئودزیک: برخی از مسیرهای نوری یا مسیرهای ذره‌ای را نمی‌توان فراتر از یک زمان ویژه یا پارامتر آفین مشخص گسترش داد (پارامتر آفین معادل پوچ زمان ویژه است)
این پرسش هنوز بی پاسخ مانده‌است که آیا تکینگی‌ها زمانواره در درون سیاهچاله‌های باردار و چرخان واقعی وجود دارند ویا تنها محصول تقارن هستند و به دلیل آشفتگی‌های دنیای واقعی به تکینگی فضاواره تبدیل می‌شوند. 
قضیه پنروز تضمین می‌کند که گونه‌ای از ناکاملی‌های ژئودزیک در درون هر سیاهچاله‌ای هرگاه که ماده در شرایط انرژی معقولی صدق کند، رخ می‌دهند. شرایط انرژی مورد نیاز برای قضیه تکینگی سیاهچاله، نوع ضعیف است : پرتوهای نور همیشه توسط گرانش کنار یکدیگر هستند و هرگز جدا نمی‌شوند و این شرط هرگاه انرژی ماده غیر منفی باشد صادق است.
قضیه تکینگی هاوکینگ برای کل جهان است و به صورت معکوس در زمان کار می‌کند: در فرمولبندی اولیه هاوکینگ، این قضیه تضمین می‌کند مهبانگ چگالی بی‌نهایت دارد. هاوکینگ بعدها در موضع‌گیری خود تجدیدنظر کرد. او در کتاب "تاریخچه مختصری از زمان"(۱۹۸۸) می‌نویسد : "در واقع هیچ تکینگی در آغاز جهان وجود نداشت" (ص ۵۰). این تجدید نظر برآمده از مکانیک کوانتومی است که در آن نسبیت عام در زمان‌های کوچکتر از زمان پلانک دچار شکست می‌شود و از این رو از نسبیت عام نمی‌توان برای نشان دادن یک تکینگی استفاده نمود.